# Ukraine Air Alliance
Ukraine Air Alliance is een Oekraïense luchtvrachtmaatschappij met thuisbasis in Kiev.

## Geschiedenis
Ukraine Air Alliance werd opgericht in 1992.

## Vloot
De vloot van Ukraine Air Alliance bestaat uit: (maart 2007)
- 4 Ilyushin IL-76TD
- 1 Antonov AN-32B
- 1 Antonov AN-26(A)
- 1 Antonov AN-26B
- 1 Antonov  AN-12 (BK) UR-CNT REGNR